# Lượng (Phật giáo)
Lượng (zh. 量, sa. pramāṇa, en. cognition, de. Erkenntnis), là một thuật ngữ quan trọng trong Nhân minh học của đạo Phật, có nghĩa là "nhận thức, lượng biết đúng đắn về một đối tượng." Người ta phân biệt ba loại lượng:
1. Hiện lượng (zh. 現量, sa. pratyakṣapramāṇa): là năng lực nhận thức cảm tính, trực tiếp thông qua các giác quan mắt, tai, mũi, lưỡi, thân. Trong hiện lượng, người phân biệt hai loại:
1.  Chân hiện lượng  (zh. 真現量), là trí biết không tỏ ra sự phân biệt bao gồm ba đặc điểm: 
a) Hiện thức (zh. 現識; chỉ các giác quan), chỉ các thức của mắt, tai, mũi, lưỡi và thân hiện tại khởi tác dụng;
b) Hiện cảnh (現 境), chỉ các cảnh, các đối tượng của các giác quan như sắc, âm thanh, hương, vị và vật được chạm xúc;
c) Bất tư lự (zh. 不思慮), nghĩa là trong lúc đối cảnh thì trí biết và vật đều hiện diện rõ ràng đồng thời trí vừa đối vật thì biết ngay, nhưng chưa tỏ ra ý phân biệt. Chân hiện lượng ở đây chính là hiện lượng hoặc gọi ngắn là "lượng" (en. valid cognition, de. gültige Erkenntnis) trong Nhân minh học (zh. 因明學, sa. hetuvidyā).
Hiện lượng đúng, có giá trị phải chú trọng đến năm trường hợp sau: 
1. Không nương "ức tưởng", suy ức quá khứ, tưởng tượng vị lai;
2. Không dựa vào "ảo giác", ví dụ như không được cho là "mặt trăng chạy theo mình", "bờ chạy" thay vì thuyền đi;
3. Không dựa vào "thố giác", nghĩa là không cho rằng sợi dây là con rắn;
4. Không nương vào "loạn giác", không nhắm, dụi mắt mà cho là có hoa đốm;
5. Không nương vào cái "tư lự", cái "hiểu biết phân biệt", so sánh danh tướng sự vật.

Các trường phái đạo Phật cho rằng có bốn loại Chân hiện lượng, đó là: 
1. Căn hiện lượng (zh. 根現量, sa. pratyakṣa), nhận thức trực tiếp qua những giác quan;
2. Ngũ câu ý thức hiện lượng (zh. 五俱意識現量, sa. mānasapratyakṣa), tức là ý thức với năm căn cùng lúc nhận thức năm trần;
3. Tự chứng phần hiện lượng (zh. 自證分現量, sa. svasaṃvedāna), tức sự nhận biết của thức tự chứng phần;
4. Định tâm hiện lượng (zh. 定心現量, sa. yogipratyakṣa, dịch sát nghĩa là "hiện lượng của một Du-già sư"), tức là sự nhận biết cảnh tượng trong lúc thiền định của một thiền giả (Du-già sư). Định tâm hiện lượng này có giá trị hơn hết so với ba loại hiện lượng trên bởi vì qua đó, nội dung của Tứ diệu đế, tính Không, tính Bất nhị của Niết-bàn, Luân hồi trở thành đối tượng nhận thức trực tiếp và Thiền giả sẽ tự biết, tự chứng minh được sự chân chính của tất cả lý thuyết Phật giảng. Cái hiểu biết gián tiếp, trợ mượn đã trở thành một niềm tin vững chắc.

2.  Tự (tợ) hiện lượng  (zh. 似現量), là trí nhận thức có phân biệt, có cùng điểm a) và b) của chân hiện lượng nhưng khác nhau ở điểm c), tức là có tư lự. "Có tư lự" ở đây được hiểu là lúc đối cảnh, trí người nhìn thấy sự vật có phân biệt vật này, tên nọ…
2. Tỉ lượng (zh. 比量, sa. anumāṇapramāṇa, en. inference, de. Schlussfolgerung): là khả năng nhận thức lý tính, gián tiếp thông qua các quá trình của tư duy, trừu tượng như phán đoán, suy luận, chứng minh, bác bỏ. Tỉ lượng chính là cái biết bằng so sánh. Do sự kiện đã được biết, được thấy mà suy ra những gì chưa trực tiếp biết đến, thấy đến. Ví dụ như "cách núi thấy khói biết có lửa, cách tường thấy sừng biết có trâu". Có hai loại tỉ lượng:
1. Chân tỉ lượng  (zh. 真比量): là trí suy luận đúng đắn, có hai điểm a) và b) đồng với chân hiện lượng nhưng c) là ý phân biệt chính chắn và d) luận thức đầy đủ;
2. Tự tỉ lượng  (zh. 似比量): là suy luận không đúng, những đặc điểm a)-c) của chân tỉ lượng thiếu, không được đáp ứng. Ngoài ra, tự tỉ lượng còn vướng phải ba lỗi sau:

1. Nhìn cái không phải có;
2. Không nhìn thấy cái có;
3. Nhìn sai cái có.

3. Phi lượng (zh. 非量, sa. abhāvapramāṇa): The định nghĩa của sư Pháp Xứng thì đây là loại nhận thức không thuộc về cả hai loại trên và ghi nhận là "vượt quá và bên trên" của hiện lượng và tỉ lượng và được xác định là hoàn toàn thiếu vắng nhận thức (Eng. mere absence of cognition).

Nhận thức về không gian, thành tố thứ năm trong ngũ đại (Đất, Nước, Lửa, Gió và Không gian), là một ví dụ cho loại nhận thức này.
 
Có tác giả còn gọi khái niệm này là giả nhận thức (pseudo-perception). Tuy nhiên, cũng có một số tác giả Nhân Minh Luận ghép khái niệm này vào thành một thành phần của hiện lượng.